# Zielone kasztany
Zielone kasztany – polski film obyczajowy (film dla młodzieży) z 1985 roku w reżyserii Wojciecha Fiwka. Scenariusz powstał na podstawie powieści Janusza Domagalika pod tym samym tytułem.
Zdjęcia do produkcji kręcono w Warszawie (Stadion Dziesięciolecia, Stare Miasto, dworce: Centralny i Warszawa Zachodnia, Łazienki). W filmie wykorzystano utwory zespołu Bolter.

## Fabuła
Marek Kamiński jest uczniem jednego z warszawskich liceów. Gra także w szkolnej drużynie piłki nożnej, marząc o występach w Legii. Okazja pojawia się, gdy grę chłopców obserwuje jeden z trenerów stołecznej drużyny. Jego pierwszy wybór pada na bramkarza Kowala, a Marek i jego przyjaciel Andrzej mają rozegrać jeszcze jeden mecz, aby przekonać do siebie trenera. Niestety, obaj nie zostają do niego dopuszczeni z powodu słabych wyników w nauce. Rozgoryczony chłopak rozpuszcza w szkole pogłoski, że wszystko jest winą kapitana drużyny, zwanego „Markońcem”, który sprzedał mecz i nie chce dopuścić do gry najlepszych zawodników. Sytuacja ta powoduje konflikt w drużynie.
Szkolne problemy Marka idą w parze z kłopotami w domu. Jego oraz siostrę Irminę wychowuje samotnie matka, wspomagana przez dziadka. Starszy mężczyzna jest przyjacielem i autorytetem dla chłopaka. Dlatego też Marek bardzo przeżywa informację o ciężkiej chorobie dziadka i konieczności poddania się operacji. Dodatkowo matka wdaje się w romans z żonatym mężczyzną, czego jej syn nie umie zaakceptować. Dziadek wspiera wnuka, pomagając mu załagodzić konflikt w szkolnej drużynie. Wiele rozmawia z Markiem, przygotowując go na swoje odejście. Rezygnuje przy tym z operacji. Cierpienie mężczyzny spaja rodzinę. Marek rezygnuje z wyjazdu do NRD, aby poświęcić się opiece nad dziadkiem. Nawiązuje również bliższe relację z Ewą, córką kochanka matki, którą od dłuższego czasu podziwiał.

## Obsada
- Marek Herbik – Marek Krajewski
- Monika Alwasiak – Irmina Krajewska, siostra Marka
- Ewa Wiśniewska – Danuta Krajewska, matka Irminy i Marka
- Janusz Paluszkiewicz – Stanisław, dziadek Irminy i Marka
- Tomasz Herka – Marek „Markoniec”, kapitan drużyny
- Jan Jankowski – Andrzej Zawistowski, kolega Marka, chłopak Irminy
- Witold Młynarczyk – Kmita, członek drużyny
- Agnieszka Skubisz – Kasia Milska, koleżanka Marka
- Zdzisław Wardejn – Iwanicki, trener drużyny
- Anna Zagożdżon – Ewa Sokołowska
- Bogumił Antczak – doktor Sokołowski, ojciec Ewy, kochanek matki Irminy i Marka
- Marek Bogdański
- Ewa Decówna – kwiaciarka pod pałacem ślubów
- Marcin Jędrzejewski – Kowal, bramkarz drużyny
- Jerzy Karaszkiewicz – trener „Legii”
- Mirosława Marcheluk – nauczycielka matematyki
- Remigiusz Rogacki – Tadeusz Milski, dyrektor liceum, ojciec Kasi
- Witold Skaruch – nauczyciel plastyki